# Blumergraben
Der Blumergraben ist ein etwa 1,6 Kilometer langer Bach im Landkreis Straubing-Bogen in Niederbayern, der westlich von Thanholz in der Gemeinde Haibach von rechts und Westen in den Irschenbach mündet.

## Geographie

### Verlauf
Das Quellgebiet liegt auf über 440 m ü. NN östlich von deren Ortsteil Dammersdorf auf dem Gebiet der Gemeinde Haselbach an der Südflanke des Gallners. Der Blumergraben läuft in Richtung Südosten und tritt nach seinen ersten etwa 180 Metern an der Kreisstraße SR 13 ganz aufs Gebiet der Gemeinde Haibach über, in dem er dann Froschau durchquert. Danach mündet er von rechts zwischen dessen Talorten Thanhaus und Thanholz in den sich im spitzen Winkel nähernden Irschenbach, der danach in der Zulaufrichtung des Blumergrabens weiterfließt.

### Einzugsgebiet
Das Einzugsgebiet beginnt im Norden an den Gallnergipfeln Gallner Berg und Kühleite. Hier gehören etwa 0,27 km² von ihm hoch an den Bergen zur Gemeinde Konzell, weitere 1,08 km² von ihm weiter im Süden sind Flächen der Gemeinde Haselbach, deren Gemarkung an der SR 13 endet. Der restliche knappe Quadratkilometer von ihm mit dem Großteil des Laufes liegt dann auf dem Gebiet der Gemeinde Haibach.